# 奥保伊
奥保伊，是匈牙利佩斯州所辖的一个村。总面积71.04平方公里，总人口1249，人口密度17.6人/平方公里（2011年1月1日）。